# Nómia
Nómia (grec moderne : Νόμια Κοίτας Λακωνίας / Nómia Kítas Laconías) est une localité de la municipalité d’Ítylo dans le dème du Magne-Oriental et dans la préfecture de Laconie. Selon les données du recensement de 2011, la population est de 15 résidents permanents. 

## Géographie
Le village se trouve à 45 km de Gýthio et à 4 km de Geroliménas, près de Koita.

## Histoire
Le village conserve la tour de Messikli. On ne sait pas quand la tour a été construite, car il n'existe pas de sources écrites sur sa construction en raison de son ancienneté, mais on considère qu'elle a été construite à la fin du 17ème ou au début du 18ème siècle. Elle a été nommée d'après Messiklis, un capitaine d'Otto. La hauteur de la tour est de neuf mètres et elle est entourée d'autres bâtiments de la famille.
L'éditeur Dimitrios Dimitrakos est originaire du village.